# Clinocera rubriventris
Clinocera rubriventris är en tvåvingeart som beskrevs av Sinclair 2000. Clinocera rubriventris ingår i släktet Clinocera och familjen dansflugor. Inga underarter finns listade i Catalogue of Life.